# Jardim botânico de Palermo

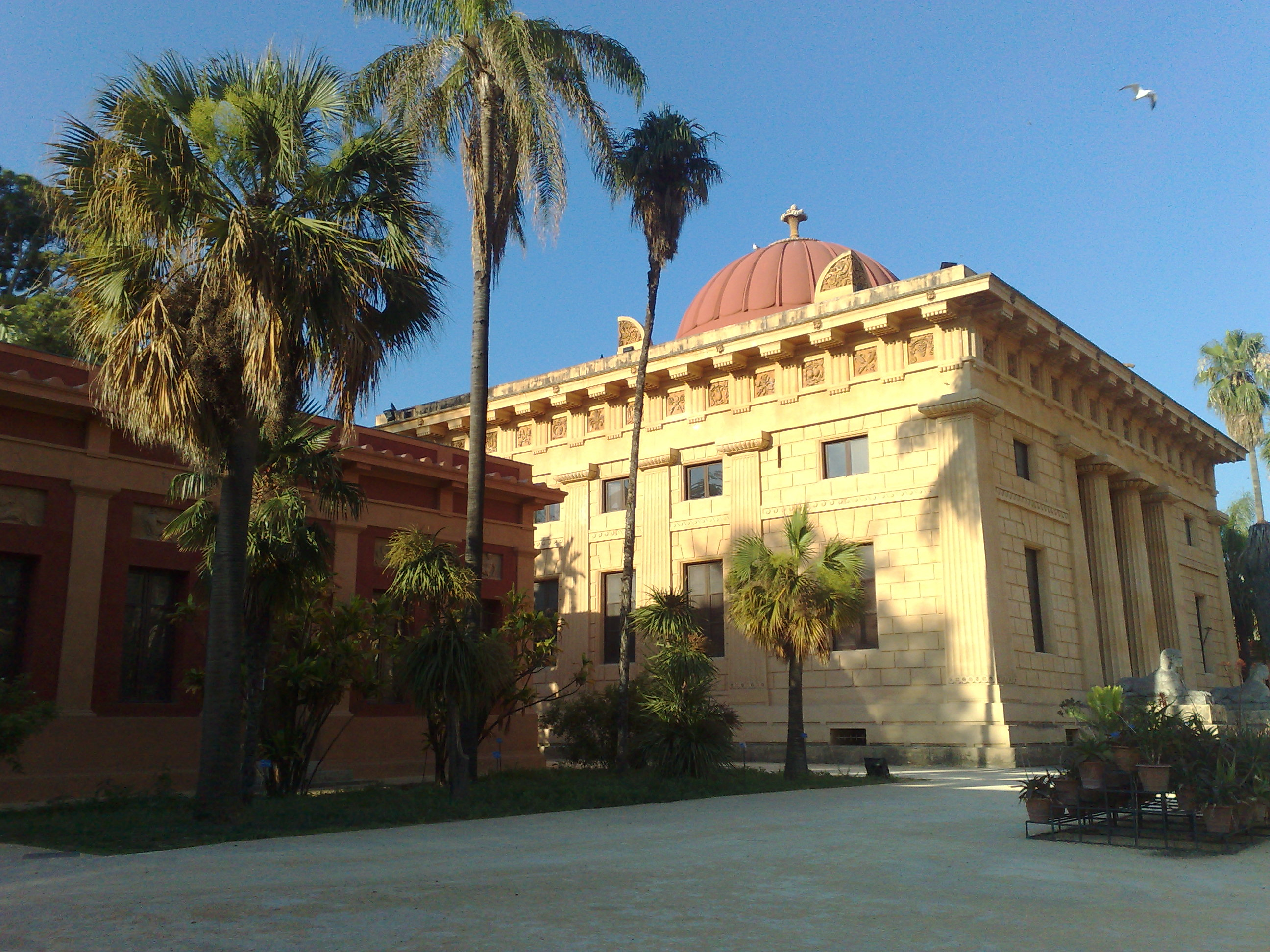
Jardim Botânico de Palermo

O Jardim Botânico de Palermo é uma instituição da Universidade de Palermo com funções didácticas e científicas. É considerado o maior jardim botânico em Itália.
A construção do corpo principal dos edifícios do jardim, em estilo neoclássico, começou em 1789 e terminou em 1795. É constituído por um edifício central, o ginásio e por dois corpos laterais, o tepidário e o caldário, projectados pelo arquitecto francês Léon Dufourny. Os elementos decorativos são devidos a diversos artistas entre os quais o pintor Giuseppe Velasco e os escultores Caspar Firriolo, Domenico Danè e Tuccio.
O jardim está dividido em 4 quadriláteros, dentro dos quais as espécies estão categorizadas de acordo com o sistema de classificação de Carlo Linneo.
A inauguração do jardim deu-se em 1795 e em 1796 foi construído um aquário para cultivar um grande número de plantas aquáticas.
Este jardim está decorado pela Fonte de Paris, de Nunzio Morello (1838), e por duas estátuas dedicadas a Dioscórides e a Theophrastus, por Domenico Danè.
Os enormes Ficus Magnolioides, são um símbolo e uma atracção bem conhecida do actual jardim e foram importados da Austrália, em 1845.
O tamanho actual do jardim, cerca de 10 hectares, foi atingido em 1892 na sequência de sucessivas ampliações.